# Einstein-vergelijking
De einsteinvergelijking of uitgebreider einsteinvergelijkingen vatten de algemene relativiteitstheorie van Einstein samen. Net zoals Newton zijn zwaartekrachtstheorie samenvatte in één formule, de gravitatiewet van Newton, zijn de einsteinvergelijkingen een wiskundige uitdrukking van Einsteins gehele relativiteitstheorie.

## Achtergrond
Hoewel de gravitatiewet van Newton eenvoudig is, en voor de meeste praktische doeleinden nauwkeurig genoeg, geven de einsteinvergelijkingen een meer precieze beschrijving van zwaartekracht. In extreme situaties (bijvoorbeeld de gravitatie rond zeer massieve objecten zoals zwarte gaten, of voor precisieberekeningen van satelliet- en planeetbanen in het zonnestelsel) geeft de wet van Newton niet meer het juiste antwoord, en komen de observaties veel beter overeen met de resultaten die men krijgt met de einsteinvergelijkingen. De relativiteitstheorie geeft dus een betere en meer precieze beschrijving van zwaartekracht dan de theorie van Newton. Het is omdat de laatste veel eenvoudiger is, en in de meeste 'normale' situaties het juiste antwoord geeft, dat deze nog steeds veel gebruikt wordt. Voor dat soort situaties geven de gravitatiewetten van Einstein en van Newton ongeveer dezelfde voorspellingen, met als verschil dat de wet van Newton veel gemakkelijker rekenwerk vraagt.

## De vergelijking
De einstein-vergelijking luidt:
{\displaystyle R_{\mu \nu }-{\tfrac {1}{2}}g_{\mu \nu }R={\frac {8\pi G}{c^{4}}}T_{\mu \nu }}
hierbij is:

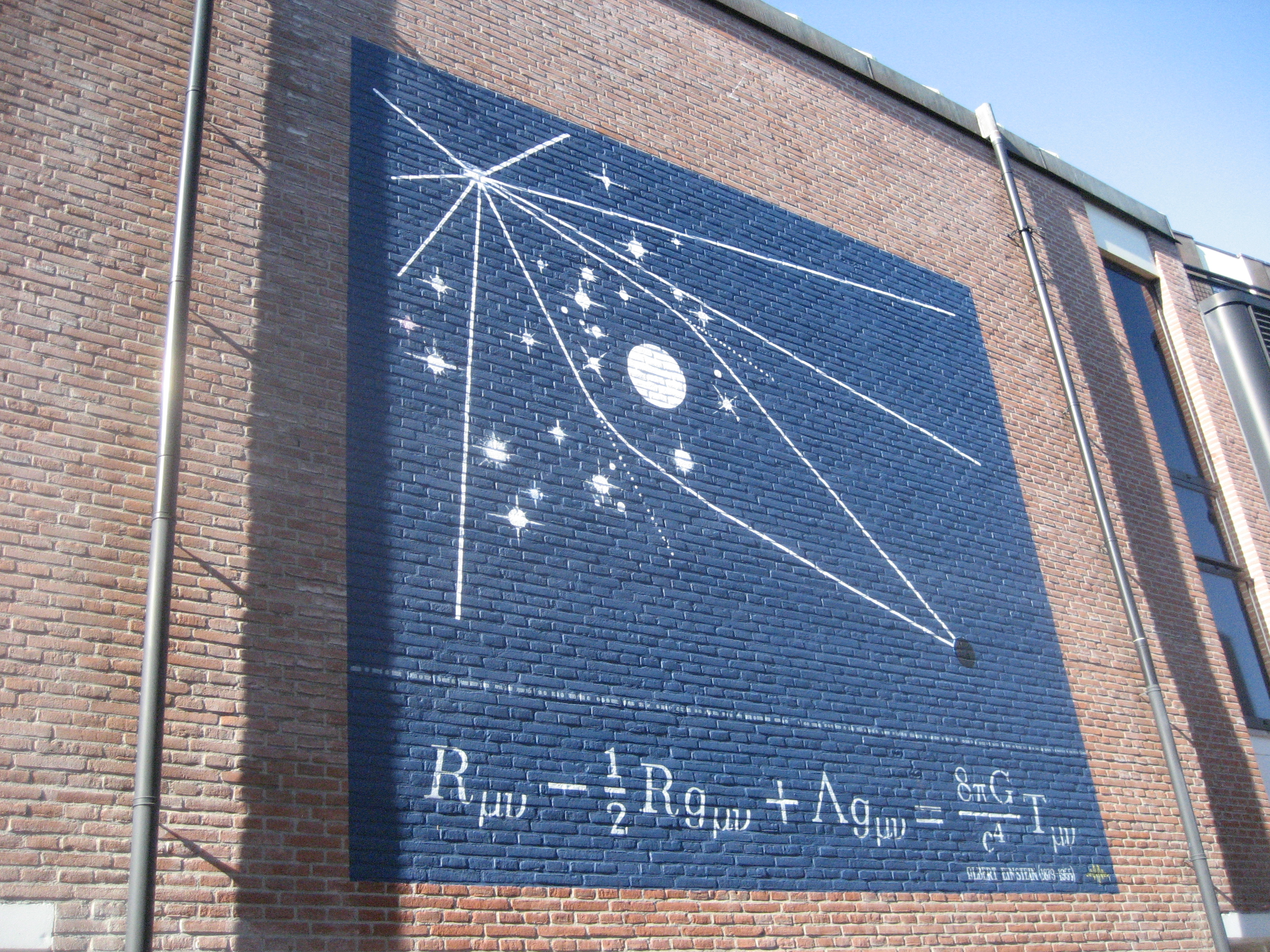
Einstein-vergelijking op een muur in Leiden

- {\displaystyle g_{\mu \nu }} de metrische tensor. De dimensie van {\displaystyle g_{\mu \nu }} is lengte2, gedeeld door de dimensie van de {\displaystyle \mu }'de coördinaat, en gedeeld door de dimensie van de {\displaystyle \nu }'de coördinaat, dus als die de dimensie lengte hebben dan is de metrische tensor dimensieloos.
- {\displaystyle R_{\mu \nu }} de ricci-tensor, het spoor van de krommingstensor van Riemann. De dimensie van {\displaystyle R_{\mu \nu }} is één gedeeld door de dimensie van de {\displaystyle \mu }'de coördinaat, en gedeeld door de dimensie van de {\displaystyle \nu }'de coördinaat, dus als die de dimensie lengte hebben dan heeft de ricci-tensor dimensie lengte−2.
- R de scalaire kromming (met dimensie lengte−2), {\displaystyle R=g^{ij}R_{ij}} (het spoor met betrekking tot g van de ricci-tensor)
- {\displaystyle T_{\mu \nu }} de energie-impuls-tensor de dimensie van {\displaystyle T_{\mu \nu }} is kracht, gedeeld door de dimensie van de {\displaystyle \mu }'de coördinaat, en gedeeld door de dimensie van de {\displaystyle \nu }'de coördinaat, dus als die de dimensie lengte hebben dan heeft de energie-impuls-tensor dimensie energie / volume, anders gezegd, de dimensie druk. {\displaystyle T_{\alpha \beta }=g_{\alpha \mu }g_{\beta \nu }T^{\mu \nu }}, waarbij {\displaystyle T^{\mu \nu }} als dimensie heeft energie / lengte5, vermenigvuldigd met de dimensie van de {\displaystyle \mu }'de coördinaat, en vermenigvuldigd met de dimensie van de {\displaystyle \nu }'de coördinaat, dus als die de dimensie lengte hebben dan heeft deze energie-impuls-tensor dimensie energie / volume, anders gezegd, de dimensie druk. {\displaystyle T^{\mu \nu }} heeft dan dus dezelfde dimensie als {\displaystyle T_{\mu \nu }}.
- c de lichtsnelheid (met dimensie lengte / tijd)
- G de gravitatieconstante (met dimensie kracht lengte2 / massa2)

De objecten links en rechts zijn tensoren. De indices {\displaystyle \mu } en {\displaystyle \nu } kunnen dus allebei de waarden 1 tot en met 4 aannemen. Dat wil zeggen dat de bovenstaande vergelijking eigenlijk verschillende vergelijkingen op een bondige manier samenvat in één formule. (Net zoals een matrixvergelijking een heel lineair stelsel op eenvoudige manier uitdrukt.)
Hoewel relativiteitstheorie een moeilijke theorie is, heeft deze vergelijking eigenlijk een eenvoudige interpretatie. De grootheid die rechts staat, T, is de energie-momentum-tensor, en is een object dat ruwweg zegt hoeveel massa en energie er op een bepaalde plaats in de ruimte is. Het object links wordt ook wel genoteerd als volgt:
{\displaystyle G_{\mu \nu }=R_{\mu \nu }-{\tfrac {1}{2}}g_{\mu \nu }R}
en noemt men de einstein-tensor. Als deze niet in de hele ruimte nul is dan is de ruimte gekromd (en wel het sterkst in de buurt van het gebied waar deze niet nul is). Als ergens op een bepaalde plaats in de ruimte een zwaar object staat (bijvoorbeeld een ster, zoals onze zon), zit op die plaats veel massa en energie. De einstein-vergelijking zegt dan dat op die plaats (en in de nabijheid ervan) de kromming ook groot moet zijn. Die kromming zorgt ervoor dat de baan van objecten (zoals bijvoorbeeld de Aarde) niet meer rechtdoor is, maar wordt afgebogen. (Net zoals een knikker op een kromme tafel een afgebogen pad vormt.) De vergelijking zegt dus eigenlijk dat materie de intrinsieke geometrie van de ruimtetijd verandert, en daardoor indirect de baan van objecten beïnvloedt.

## Schwarzschildmetriek
De schwarzschildmetriek is een bolsymmetrische oplossing van de einstein-vergelijking.